# Kim Kyong-Hun
Kim Kyong-Hun (Haenam, 15 de julio de 1975) es un deportista surcoreano que compitió en taekwondo.
Participó en los Juegos Olímpicos de Sídney 2000, obteniendo una medalla de oro en la categoría de +80 kg. En los Juegos Asiáticos de 2002 consiguió una medalla de oro.
Ganó dos medallas de bronce en el Campeonato Mundial de Taekwondo en los años 1997 y 2001, y una medalla de oro en el Campeonato Asiático de Taekwondo de 1996.

## Palmarés internacional
| Juegos Olímpicos    | Juegos Olímpicos      | Juegos Olímpicos  | Juegos Olímpicos |
| Año                 | Lugar                 | Medalla           | Categoría        |
| ------------------- | --------------------- | ----------------- | ---------------- |
| 2000                | Sídney (Australia)    | Medalla de oro    | +80 kg           |
| Campeonato Mundial  |                       |                   |                  |
| Año                 | Lugar                 | Medalla           | Categoría        |
| 1997                | Hong Kong (China)     | Medalla de bronce | –76 kg           |
| 2001                | Jeju (Corea del Sur)  | Medalla de bronce | –84 kg           |
| Juegos Asiáticos    |                       |                   |                  |
| Año                 | Lugar                 | Medalla           | Categoría        |
| 2002                | Busan (Corea del Sur) | Medalla de oro    | –84 kg           |
| Campeonato Asiático |                       |                   |                  |
| Año                 | Lugar                 | Medalla           | Categoría        |
| 1996                | Melbourne (Australia) | Medalla de oro    | –76 kg           |